# Elezioni parlamentari in Grecia del 1977
Le elezioni parlamentari in Grecia del 1977 si tennero il 20 novembre; furono le prime del regime repubblicano democratico, inaugurato col referendum istituzionale del 1974.
Le elezioni videro prevalere Nuova Democrazia di Kōnstantinos Karamanlīs, che fu riconfermato Primo ministro, e l'ascesa del Movimento Socialista Panellenico che, sotto la guida di Andreas Papandreou, ottenne il doppio dei voti rispetto alle precedenti consultazioni.

## Risultati
| Liste                                                                        | Voti      | %     | Seggi |
| ---------------------------------------------------------------------------- | --------- | ----- | ----- |
| Nuova Democrazia                                                             | 2 146 365 | 41,84 | 171   |
| Movimento Socialista Panellenico                                             | 1 300 025 | 25,34 | 93    |
| Unione del Centro Democratico                                                | 612 786   | 11,95 | 16    |
| Partito Comunista di Grecia                                                  | 480 272   | 9,36  | 11    |
| Schieramento Nazionale                                                       | 349 988   | 6,82  | 5     |
| Alleanza delle Forze Progressiste e di Sinistra (KKE-E - EDA - SP - SP - CD) | 139 356   | 2,72  | 2     |
| Partito dei Nuovi Liberali                                                   | 55 494    | 1,08  | 2     |
| Movimento Comunista Rivoluzionario di Grecia                                 | 11 895    | 0,23  | –     |
| Unità Democratica Popolare                                                   | 8 839     | 0,17  | –     |
| Altri <0,05% e candidati individuali                                         | 24 751    | 0,48  | –     |
| Totale                                                                       | 5 129 771 | 100   | 300   |